# Radošovice (Boêmia Central)
Radošovice é uma comuna checa localizada na região da Boêmia Central, distrito de Benešov.